# Споменик народним херојима (Пекинг)
Споменик народним херојима је обелиск подигнут као национални споменик Кине посвећен мученицима револуција и борби током 19. и 20. века. Налази се у јужном делу трга Тјенанмен у Пекингу, испред Маузолеја Мао Цедунга. Споменик је изграђен у складу са резолуцијом Првог пленарног заседања Кинеске народне политичке консултативне конференције усвојеном 30. новембра 1949. године, а изградња је трајала од августа 1952. до маја 1958. године. Архитекта споменика је био Љанг Сиченг, а неке елементе је дизајнирала његова супруга Лин Хуијин. Грађевински инжењер, Чен Џиде је такође био кључан у реализацији коначног изгледа.
Споменик је висок 37,94 метара, а састоји се од постоља са осам великих и два мала рељефа на тему главних догађаја модерне кинеске историје. Камен за израду средишње стела је узет са планине Лаошан, а натпис „Вечна слава народним херојима“ исписао је руком  председник Комунистичке партије Кине Мао Цедунг на предњој страни. Натпис на полеђини написали су Мао и премијер Џоу Енлај. Од изградње, споменик је више пута поправљан, а 1961. године Споменик народним херојима је уврштен као значајно културно наслеђе под заштитом на националном нивоу.

## Структура
Споменик народним херојима налази се на Тргу Тјенанмен, округ Донгченг у Пекингу, налази се на југу и окренут ка северу, а покрива површину од 3.000 квадратних метара. Цео споменик је направљен од 13.000 комада гранита и алабастера.
На пиједесталу плоче су огромни барељефи који приказују осам великих револуционарних епизода, које се могу читати хронолошким редом у смеру казаљке на сату са истока:
1. Уништавање опијума у Хумену (1839), уочи Првог опијумског рата
2. Јинцијански устанак, катализатор Таипиншке револуције (1851)
3. Устанак у Вучангу, катализатор Синхајске револуције (1911)
4. Покрет 4. мај (1919)
5. Покрет 30. мај (1925)
6. Устанак у Нанчангу (1927)
7. Рат отпора Јапану (1931-1945)
8. Кампања преласка реке Јангце у време Кинеског грађанског рата (1949)
На предњој страни споменика је натпис исписан рукописом Мао Цедунга који гласи: „Вечна слава народним херојима!“ (кин: 人民英雄永垂不朽).
На полеђини споменика налази се епитаф који је написао Џоу Енлај:
Бесмртна слава народним херојима који су у протекле три године положили животе у Народноослободилачком рату и Народној револуцији!
Бесмртна слава народним херојима који су у протеклих тридесет година положили животе у Народноослободилачком рату и Народној револуцији!
Бесмртна слава народним херојима који су од 1840. године дали своје животе у бројним борбама за отпор непријатељу, домаћем и страном, у борби за независност нације и слободу народа!
Временски оквир од 1840-их имао је за циљ да обухвати модерну историју Кине почевши од Опијумских ратова, чиме је период од 1840-их до 1940-их уоквирен као антиимперијалистички и револуционарни век.